# 天津城建大学
天津城建大学，简称天城大，位于中国天津市西青区，为一所以城市领域学科为特色的全日制公办本科普通高等学校，并由天津市人民政府主管。
学校的前身为始建于1978年的天津大学建筑分校，1987年脱离天大，更名为天津城市建设学院，后于2013年经教育部同意，更名为天津城建大学，延续至今。除建筑设计类学科外，天津城建大学也适度发展管理学、艺术学、文学等多类学科，并逐渐实现了各学科协调发展；建立了學士、碩士二级學位授權體系，並構建了包含普通高等教育、成人教育、留學生教育以及從業資格培訓等在內，相交多樣的人才培養框架。学校也在软土特性与工程环境、工程安全与防灾减灾、水处理与环境治理、历史风貌建筑保护、绿色建筑与建筑节能技术、城镇化与新农村建设等研究领域形成了一定特色。

## 历史沿革

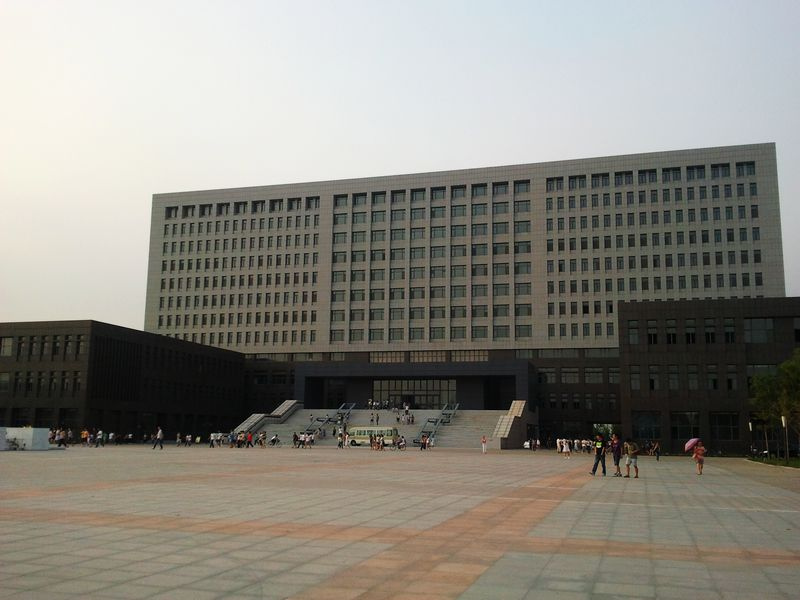
天津城建大学现代教育中心

### 建筑分校阶段
1978年7月，中共天津市委决定，天津市自筹经费建立大学分校。9月，天津市高等教育委员会决定天津大学在天津河东区靶铛村天津市第八中学校址的基础上，成立天津大学第四分校。1979年8月21日，天津大学第四分校更名为天津大学建筑分校，并划归该市建工局主管，并实行党委领导下的校长分工负责制；1980年7月14日，天津大学建筑分校由单一的工民建专业，调整为三个专业，即：工民建、暖通和给排水专业；标示着天津大学建筑分校的专业结构初步形成。学校虽然保留了“天津大学”的名称，实质上已经脱离天津大学，完全由天津市建委和天津市高教局共同主管，

### 城市建设学院阶段
1985年7月22日，天津市建委决定，在天津市西郊侯家台外侧拨地二百七十亩作为发展学院用地；分三批新建校舍十万平米；校名定为“天津城市建设学院”。7月23日，天津市政府批准学校“为天津市城建培养高级专门人才”的发展方向，2700名在校生规模；设建筑系、土木系、热能系、建材系、管理系，本科学制四年，其中工民建专业、给排水专业设置专科，学制两年。1985年8月1日，天津市高教局决定，将天津理工学院土木系整建制划归天津大学建筑分校。
1986年9月18日，李瑞环市长审查了新校址的规划设计方案，通过了“一主二配带群楼”的设计方案。
1987年4月2日，天津市高教局主持召开天大建筑分校改建为城市建设学院的论证会，同意将“天大建筑分校”改建为“天津城市建设学院”。
1987年12月15日，国家教委批准在天大建筑分校的基础上正式成立天津城市建设学院，并规定学校在校生发展规模为三千人；设立建筑学、建筑材料与制品、给水排水工程、工业与民用建筑工程、城镇建设、供热通风空调工程及城市燃气工程等八个本科专业，并从88年开始正式招生。
1989年10月10日，中共中央政治局常委、书记处书记李瑞环为天津城市建设学院题写院名；2002年，他重新为天津城市建设学院题写了校名。
2005年6月10日，天津市发展和改革委员会对天津市教委的《关于报送天津城市建设学院总体扩建一期工程项目建议书的请示》做出批复，同意天津城市建设学院校园总体扩建一期工程项目立项。

### 城建大学阶段
2013年1月，天津城市建设学院升格为天津城建大学的申报获教育部批准通过。5月31日，学校举行更名仪式正式更名为“天津城建大学”，新校名仍由李瑞环题写。与此同时，校训由“重德重能，从实从严，勤奋俭朴，团结竞进”改为“重德重能，善学善建”。
2018年3月，天津城建大学与天津工业大学、天津职业技术师范大学等三所天津高校与巴基斯坦旁遮普省共建了旁遮普天津技术大学。。

## 校园环境
天津城建大学位在天津市西青区大学城片区，校区紧邻天津农学院、天津商业大学宝德学院和高银117大厦等；联外交通较为便利，天津公交175路、180路、193路、638路、681路、700路、707路、831路、845路、862路等经行城建大學公交站及邻近的寶德學院站。

## 学术研究

### 系所设置
截止到2022年，天津城建大学共有50个本科专业，拥有14个硕士学位授权一级学科，11个专业学位硕士授权类别。有天津市重点学科6个，天津市一流学科2个，优势特色学科群4个，9个国家级一流本科专业建设点、7个市级一流本科专业建设点。该校所设建筑设计类学科为主，并以此构建了城市规划、城市建设、城市管理、生态城市、智慧城市、城市经济、城市文化等7大学科群和与之相对应的专业群。

## 知名校友
- 金建平：天津燃气集团原董事长，2013年9月接受调查。
- 沈东海：曾任天津城市建设学院党委书记、天津市委城建工委书记，2014年12月接受调查。